# Gabrielle Lord
Gabrielle Lord (Sydney, 26 februari 1946) is een Australisch auteur van detective- en psychologische thrillers.

## Biografie
Gabrielle Lord werd geboren in Sydney. Ze ging naar school op Kincoppal Rose Bay School in Rose Bay en de Universiteit van New England in Armidale waar ze victoriaanse literatuur studeerde. Ze werkte als onderwijzer en ambtenaar bij de Commonwealth Employment Service.
Ze woont in een buitenwijk van Sydney, vlak aan het strand met een dochter en vier kleindochters.

### Gemma Lincoln
- Bloedspoor (Feeding the demons), A.W. Bruna Uitgevers, 2000

### Jack McCain
- Doodstroost (Death delights), A.W. Bruna Uitgevers, 2001
- Kasteel Dood (Castle death),Aw. Bruna Uitgevers, 2002

### Complot 365-reeks
- Complot 365 (Conspiracy 365), Kluitman, 2009
- Januari (January), Kluitman, 2009
- Februari (February), Kluitman, 2010
- Maart (March), Kluitman, 2010
- April (April), Kluitman, 2010
- Mei (May), Kluitman, 2010
- Juni (June), Kluitman, 2010
- Juli (July), Kluitman, 2010
- Augustus (August), Kluitman, 2010
- September (September), Kluitman, 2010
- Oktober (October), Kluitman, 2010
- November (November), Kluitman, 2010
- December (December), Kluitman, 2010
- Wraak (Revenge), Kluitman, 2012

## Filmografie
Enkele romans van Gabrielle Lord zijn verfilmd:
- Kinderspel is in 1996 verfilmd als Fortress met in de hoofdrol Rachel Ward
- Door merg en been is in 1996 verfilmd als Whipping boy met in de hoofdrol Sigrid Thornton
- De Conspiracy 365 is verfilmd in 2012 op Discovery channel.